# Pałac w Rakoszycach
Pałac w Rakoszycach (niem. Schloss Rackschϋtz) –  pałac z zabytkowym parkiem we wsi Rakoszyce, w Polsce, w województwie dolnośląskim, w powiecie średzkim, w gminie Środa Śląska.
Obiekt został wybudowany w XVI w., w miejscu wcześniejszego zamku na wodzie. Pałac przebudowany był w stylu klasycystycznym w pierwszej połowie XIX w. Właścicielami pałacu były m.in. rodziny von: Debschϋtz (XVII-XVIII w.),  Stösser (XIX w.), Kramsta (XX w.). Nad półkoliście zamkniętym wejściem widnieje herb Dobschutzów, a nad bramą wjazdową do folwarku herb von Stösserów.
Przy pałacu zabytkowy park z początku XIX w.

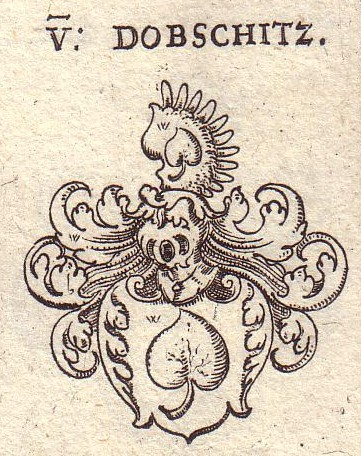
Herb Dobschitz